# Kwas 5-hydroksyindolooctowy
Kwas 5-hydroksyindolooctowy (5-HIAA) – organiczny związek chemiczny z grupy hydroksykwasów, produkt metabolizmu tryptofanu i rozpadu serotoniny. 
Kwas 5-hydroksyindolooctowy jest metabolitem serotoniny i z tego względu jest stosowany do oceny wzrostu stężenia serotoniny w organizmie. Oznaczanie tego metabolitu w moczu ma znaczenie jako marker rakowiaka, nowotworu należącego do grupy guzów neuroendokrynnych przewodu pokarmowego.